# Flaskepost fra P
Flaskepost fra P (Nederlands: De noodkreet in de fles) is een Deens-Duits-Zweeds-Noorse film uit 2016, geregisseerd door Hans Petter Moland en gebaseerd op de gelijknamige misdaadroman van de Deense schrijver Jussi Adler-Olsen. De film is de derde verfilming van de boekenreeks over twee detectives op de afdeling Q, na Fasandræberne (2014) en Kvinden i buret (2013).

## Verhaal
Op de afdeling Q krijgt detective Carl Mørck een vergeten fles uit Schotland in handen waarin een briefje met een hulpkreet zit, geschreven met bloed, acht jaar geleden. Deze fles is afkomstig van een jongen die gevangen gehouden werd en houdt verband met een aantal broers en zussen, wier verdwijning nooit gemeld werd door de ouders. Samen met zijn collega Assad zet Carl zich op deze zaak om de mysterieuze verdwijningen uit te zoeken.

## Rolverdeling
| Acteur                 | Personage    |
| ---------------------- | ------------ |
| Nikolaj Lie Kaas       | Carl Mørck   |
| Fares Fares            | Assad        |
| Johanne Louise Schmidt | Rose Knudsen |
| Lotte Andersen         | Mia          |
| Jakob Oftebro          | Pasgård      |
| Signe A. Mannov        | Mona Karlsen |